# قائمة مقاطعات داكوتا الجنوبية
هذه قائمة بمقاطعات ولاية داكوتا الجنوبية:
| - أورورا - بيدل - بنيت - بون هوم - بروكينغز - برون - برول - بافلو - بوت - كامبيل - تشارلز ميكس - كلارك - كلاي - كودينغتون - كورسون - كستر - دافيسون - ديه - ديويل - ديوي - دوغلاس - إدموندز | - فول ريفر - فاولك - غرانت - غريغوري - هاكون - هاملين - هاند - هانسون - هاردينغ - هوغز - هوتشينسون - هيد - جاكسون - جيراولد - جونز - كينغزبوري - ليك - لورينس - لينكون - ليمان - مارشال - ماكوك | - ماكفرسون - ميد - ميليتي - مينر - مينيهاها - مودي - بنينغتون - بركينز - بوتر - روبرتز - سانبورن - شانون - سبينك - ستانلي - سولي - تود - تريب - تونر - يونيون - والورث - يانكتون - زيباتش |